# Chris Elliott
Christopher Nash Elliott, detto Chris (New York, 31 maggio 1960), è un comico, attore e scrittore statunitense.

## Carriera
Elliott è nato a New York, figlio di Lee e Bob Elliott, un noto comico della coppia Bob e Ray. Ha frequentato il National Theater Institute nel 1979. Elliott divenne noto negli anni ottanta, quando era uno scrittore e performer in Late Night with David Letterman. Elliott si è sposato nel 1986 e ha due figli.  Nel 1990 partecipò alla serie televisiva Get a Life. Nel 1994 girò il suo primo film, Cabin Boy, prodotto da Tim Burton. Nel novembre 2008, sua figlia, Abby Elliott si è unita al cast del Saturday Night Live. Ha scritto quattro libri. È celebre anche per aver interpretato il sindaco Roland Schitt nella pluripremiata serie Schitts Creek

## Filmografia

### Cinema
- Lianna (1983)
- My Man Adam (1985)
- Manhunter - Frammenti di un omicidio (Manhunter), regia di Michael Mann (1986)
- New York Stories, regia di Martin Scorsese, Francis Ford Coppola e Woody Allen (1989)
- The Abyss, regia di James Cameron (1989)
- CB4, regia di Tamra Davis (1993)
- Ricomincio da capo (Groundhog Day), regia di Harold Ramis (1993)
- The Traveling Poet (1993)
- Housewives: The Making of the Cast Album (1994)
- Poolside Ecstasy (1994)
- Crociera fuori programma (Cabin Boy), regia di Adam Resnick (1994)
- Kingpin, regia di Bobby e Peter Farrelly (1996)
- Tutti pazzi per Mary (There's Something About Mary), regia di Bobby e Peter Farrelly (1998)
- The Sky is Falling (2000)
- Snow Day, regia di Chris Koch (2000)
- La famiglia del professore matto (Nutty Professor II: The Klumps), regia di Peter Segal (2000)
- Scary Movie 2, regia di Keenen Ivory Wayans (2001)
- Osmosis Jones, regia di Bobby e Peter Farrelly (2001)
- Scary Movie 4, regia di David Zucker (2006)
- I'll Believe You (2007)
- Thomas Kinkade's Home for Christmas, regia di Michael Campus (2007)
- Dance Flick, regia di Damien Dante Wayans (2009)
- Il dittatore (The Dictator), regia di Larry Charles (2012)
- Professore per amore (The Rewrite), regia di Marc Lawrence (2014)
- Carved - La zucca assassina (Carved), regia di Justin Harding (2024)

### Televisione
- Miami Vice - serie TV, episodio 3x13 (1987)
- Get a Life – serie TV, 35 episodi (1990-1992)
- Sabrina, vita da strega (Sabrina, the Teenage Witch) - serie TV, episodio 1x16 (1997)
- La tata (The Nanny) - serie TV, episodio 6x09 (1998)
- La vita secondo Jim (According to Jim) – serie TV, episodi 2x08-3x03-3x15 (2002-2004)
- Tutti amano Raymond (Everybody Loves Raymond) – serie TV, 10 episodi (2003-2005)
- How I Met Your Mother – serie TV, 11 episodi (2009-2014)
- Community - serie TV, 1 episodio (2014)
- The Good Wife - serie TV, 1 episodio (2015)
- Schitt's Creek - serie TV (2015-2020)
- The Last Man on Earth - serie TV (2017)

## Doppiatori italiani
Nelle versioni in italiano delle opere in cui ha recitato, Chris Elliott è stato doppiato da:
- Luca Dal Fabbro in Law & Order - Unità vittime speciali, Professore per amore, The Last Man on Earth
- Luigi Ferraro in The Abyss, Scary Movie 4
- Davide Marzi in The Good Wife, The Knick
- Franco Zucca in Manhunter - Frammenti di un omicidio
- Simone Mori in Ricomincio da capo
- Danilo De Girolamo in Kingpin
- Vladimiro Conti in Tutti pazzi per Mary
- Mino Caprio in Scary Movie 2
- Massimo Lodolo in Osmosis Jones
- Stefano Benassi in La vita secondo Jim
- Claudio Moneta in Community
- Antonello Governale in How I Met Your Mother
- Luca Sandri in How I Met Your Mother (ep. 6x14)
- Stefano Thermes in Schitt's Creek

## Libri
- Daddy's boy : a son's shocking account of life with a famous father, New York, Delacorte Press, 1989, ISBN 0385297300, LCCN 89001100.
- The guy under the sheets : the unauthorized autobiography, New York, Blue Rider Press, 2012, ISBN 9780399158407, LCCN 2012027261.